# Pierre-Alexandre Vignon

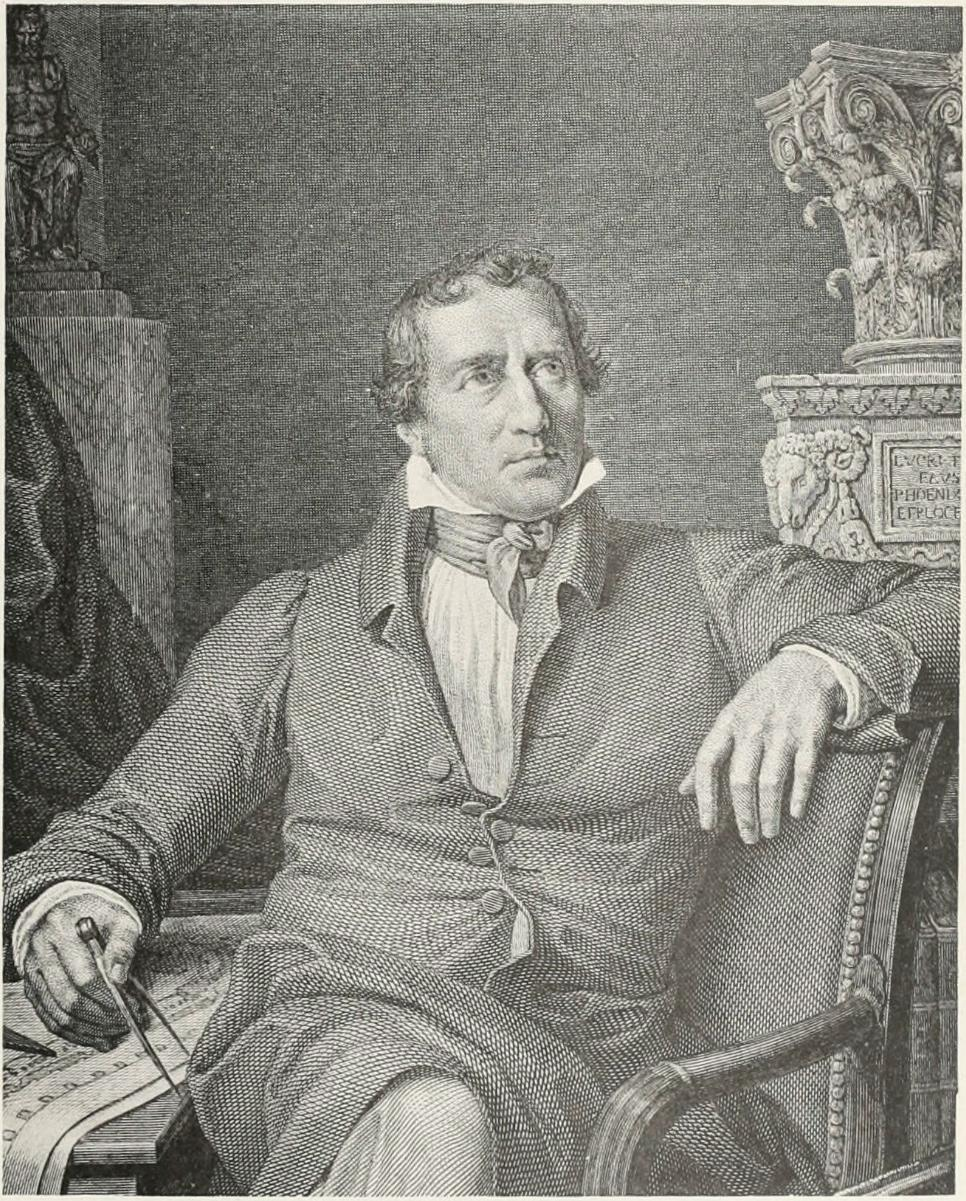
Pierre-Alexandre Vignon

Pierre-Alexandre Vignon, född 1763, död 1828, var en fransk neoklassisk arkitekt.

## Biografi
Vignon var aktiv under Revolutions- och Napoleonperioderna. Han var elev till Leroy och Claude Nicolas Ledoux. Mest känd är han för uppdraget att bygga templet de la Gloire (efter 1813, Madeleine) i Paris, 1806. Den skulle uppföras på grunden av en tidigare kyrka (1746) påbörjad av Contant d'Ivry, och reviderad av G. - M. Couture (1732-99) på 1770-talet. Det är en stor korintisk octastilbyggnad (byggd 1816-28) på ett högt podium liknande ett rektangulärt romerskt tempel (en typ som endast återupplivats under 1700-talet), med en interiör (1828-40) av Jean-Jacques-Marie Huve (1783-52 ) som härstammar från de romerska termerna.